# 教宗启德
聖啟德（拉丁語：Sanctus Anicetus PP.，約1世紀—167年4月20日）是天主教會第11任教宗，150年或157年－153年或168年在位。他是一名敘利亞人，生於今敘利亞的霍姆斯。

## 譯名列表
- 啟德：香港天主教教區檔案　歷任教宗作启德。